# Asirekster
De asirekster (Pica asirensis)  is een zangvogel uit de familie van de kraaien en het geslacht eksters (Pica). De soort is op grond van moleculair genetisch onderzoek dat in 2017 werd gepubliceerd afgesplitst van de ekster.

## Herkenning
Deze soort lijkt op de gewone ekster maar heeft kortere staart en een groene metaalglans op de armpennen van de vleugels.

## Verspreiding en leefgebied
Deze soort komt voor in het zuidwesten van Saoedi-Arabië in de provincie Asir. Het is een standvogel die zich ophoudt binnen een beperkt gebied met Juniperusbossen die liggen in dalen en wadi's op 1650 tot 3000 m boven zeeniveau.

## Status
De asirekster heeft een zeer klein verspreidingsgebied en daardoor is de kans op uitsterven aanwezig. Het gebied waar de vogel voorkomt wordt sterk verstoord door toerisme. De grootte van de wereldpopulatie werd in 2016 geschat op 270 volwassen vogels. Deze soort ekster gaat in aantal achteruit, daarom staat hij als bedreigd op de Rode Lijst van de IUCN.